# Grand Prix automobile de Hongrie 1993
GP précédent GP suivant
Le Grand Prix automobile de Hongrie 1993 (Marlboro Magyar Nagydij), disputé sur le Hungaroring situé dans le village de Mogyoród près de Budapest en Hongrie le 15 août 1993, est la huitième édition du Grand Prix, le 543e Grand Prix de Formule 1 couru depuis 1950 et la onzième manche du championnat 1993.

## Classement
| Pos. | No | Pilote               | Écurie                  | Tours | Temps/Abandon                      | Grille | Points |
| ---- | -- | -------------------- | ----------------------- | ----- | ---------------------------------- | ------ | ------ |
| 1    | 0  | Damon Hill           | Williams-Renault        | 77    | 1 h 47 min 39 s 098 (170,292 km/h) | 2      | 10     |
| 2    | 6  | Riccardo Patrese     | Benetton-Ford           | 77    | + 1 min 11 s 915                   | 5      | 6      |
| 3    | 28 | Gerhard Berger       | Ferrari                 | 77    | + 1 min 18 s 042                   | 6      | 4      |
| 4    | 9  | Derek Warwick        | Footwork-Mugen-Honda    | 76    | + 1 tour                           | 9      | 3      |
| 5    | 25 | Martin Brundle       | Ligier-Renault          | 76    | + 1 tour                           | 13     | 2      |
| 6    | 29 | Karl Wendlinger      | Sauber-Ilmor            | 76    | + 1 tour                           | 17     | 1      |
| 7    | 26 | Mark Blundell        | Ligier-Renault          | 76    | + 1 tour                           | 12     |        |
| 8    | 19 | Philippe Alliot      | Larrousse-Lamborghini   | 75    | + 2 tours                          | 19     |        |
| 9    | 15 | Thierry Boutsen      | Jordan-Hart             | 75    | + 2 tours                          | 24     |        |
| 10   | 3  | Ukyo Katayama        | Tyrrell-Yamaha          | 73    | + 4 tours                          | 23     |        |
| 11   | 4  | Andrea De Cesaris    | Tyrrell-Yamaha          | 72    | + 5 tours                          | 22     |        |
| 12   | 2  | Alain Prost          | Williams-Renault        | 70    | + 7 tours                          | 1      |        |
| Abd. | 24 | Pierluigi Martini    | Minardi-Ford            | 59    | Accident                           | 7      |        |
| Abd. | 20 | Érik Comas           | Larrousse-Lamborghini   | 54    | Fuite d'huile                      | 18     |        |
| Abd. | 11 | Alessandro Zanardi   | Lotus-Ford              | 45    | Boîte de vitesses                  | 21     |        |
| Abd. | 10 | Aguri Suzuki         | Footwork-Mugen-Honda    | 41    | Sortie de piste                    | 10     |        |
| Abd. | 21 | Michele Alboreto     | Scuderia Italia-Ferrari | 39    | Moteur                             | 25     |        |
| Abd. | 12 | Johnny Herbert       | Lotus-Ford              | 38    | Sortie de piste                    | 20     |        |
| Abd. | 22 | Luca Badoer          | Scuderia Italia-Ferrari | 37    | Sortie de piste                    | 26     |        |
| Abd. | 5  | Michael Schumacher   | Benetton-Ford           | 26    | Pompe à essence                    | 3      |        |
| Abd. | 23 | Christian Fittipaldi | Minardi-Ford            | 22    | Accident                           | 14     |        |
| Abd. | 27 | Jean Alesi           | Ferrari                 | 22    | Accident                           | 8      |        |
| Abd. | 30 | Jyrki Järvilehto     | Sauber-Ilmor            | 18    | Moteur                             | 15     |        |
| Abd. | 8  | Ayrton Senna         | McLaren-Ford            | 17    | Accélérateur                       | 4      |        |
| Abd. | 7  | Michael Andretti     | McLaren-Ford            | 15    | Accélérateur                       | 11     |        |
| Abd. | 14 | Rubens Barrichello   | Jordan-Hart             | 0     | Accident                           | 16     |        |

## Pole position et record du tour
- Pole position : Alain Prost en 1 min 14 s 631 (vitesse moyenne : 191,406 km/h).
- Meilleur tour en course : Alain Prost en 1 min 19 s 633 au 52e tour (vitesse moyenne : 179,383 km/h).

## Tours en tête
- Damon Hill : 77 (1-77)

## Statistiques
- 1re victoire pour Damon Hill.
- 69e victoire pour Williams en tant que constructeur.
- 49e victoire pour Renault en tant que motoriste.